# Пересопницьке Євангеліє (срібна монета)
«Пересо́пницьке Єва́нгеліє» — срібна ювілейна монета номіналом 20 гривень, випущена Національним банком України. Присвячена визначній історичній пам'ятці духовної культури та писемності українського народу середини XVI ст. — Пересопницькому Євангелію. За змістом Пересопницьке Євангеліє — традиційне тетраєвангеліє, що містить чотири канонічні Євангелія, перша старовинна україномовна пам'ятка вітчизняної писемності, яка дійшла до нашого часу. У 1561 році в Пересопницькому Пречистенському (Різдва Богородиці) монастирі було завершено роботу над ним. Перекладач тексту — Григорій, архімандрит Пересопницького монастиря, писар — Михайло Василієвич, син протопопа Сяноцького. Пересопницьке Євангеліє — національна реліквія, на якій президенти України урочисто присягають під час інавгурації на вірність українському народові. Монету виготовлено з використанням технології патинування, елемент оздоблення — локальна позолота (вміст золота в чистоті не менше ніж 0,001518 г).
Монету було введено в обіг 30 березня 2011 року. Вона належить до серії «Духовні скарби України».

## Опис та характеристики монети
| Номінал грн. | Метал            | Маса, грам   | Діаметр, мм. | Якість виготовлення       | Гурт                           | Тираж, штук |
| ------------ | ---------------- | ------------ | ------------ | ------------------------- | ------------------------------ | ----------- |
| 20           | срібло 925 проби | 62,2 / 67,25 | 50,0         | спеціальний анциркулейтед | гладкий із заглибленим написом | 4 000       |

### Аверс
На аверсі монети розміщено: угорі малий Державний Герб України та написи півколом «НАЦІОНАЛЬНИЙ БАНК УКРАЇНИ», унизу номінал — «ДВАДЦЯТЬ ГРИВЕНЬ», праворуч рік карбування монети — «2011», на тлі хрестоподібно розміщених орнаментальних смуг зображено уособлюючий стилізований іконографічний образ творця Пересопницького Євангелія.

### Реверс

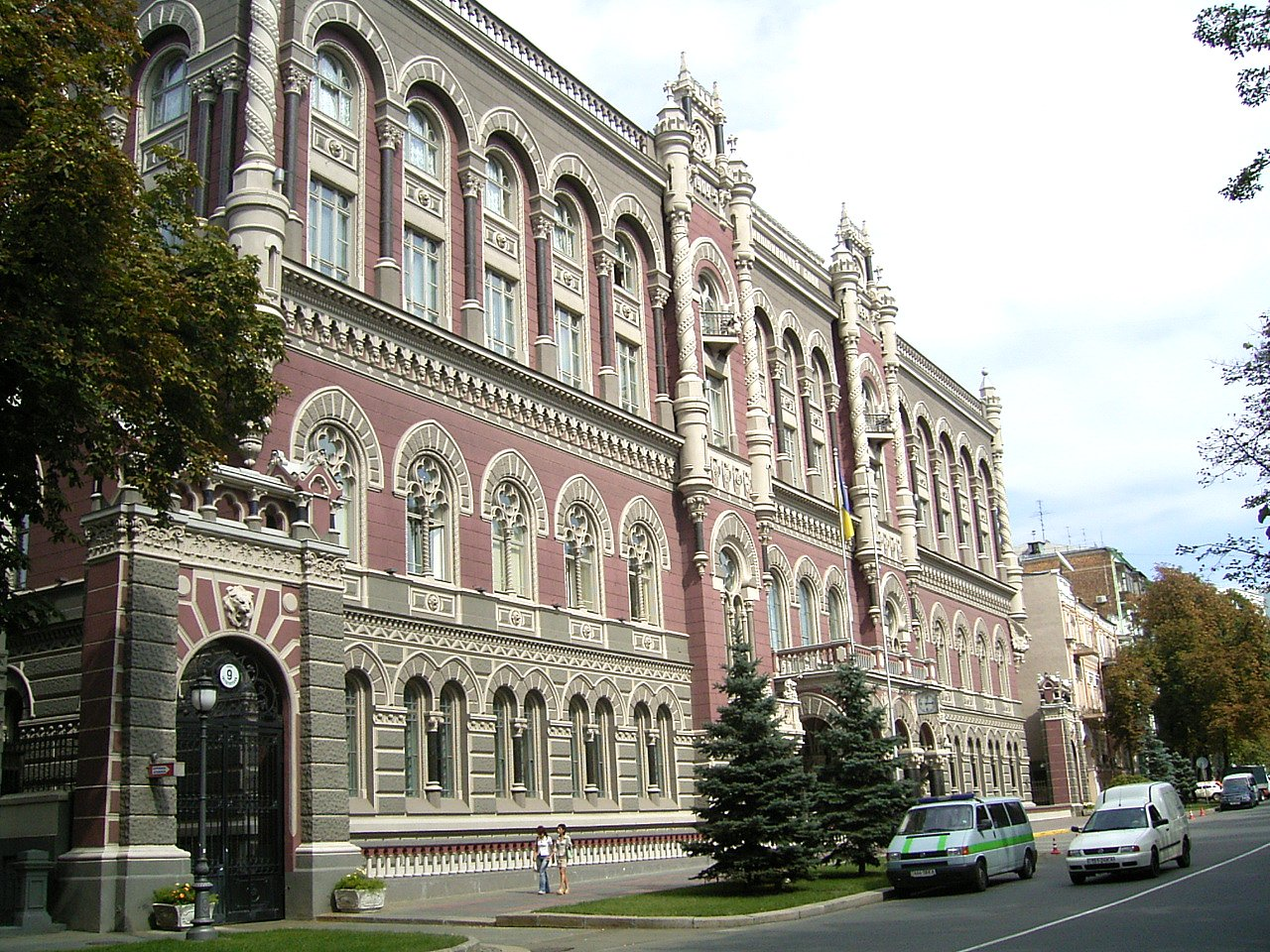
Будівля Національного банку України

На реверсі монети зображено чотири мініатюри початкових ілюстрацій до кожної з книг євангелістів, праворуч і ліворуч — орнаментальні позолочені смуги з декору Пересопницького Євангелія, між мініатюрами розміщено написи: угорі рік початку роботи над Євангелієм — «1556/рік», унизу рік завершення — «1561/рік», посередині стилізований напис — «ПЕРЕСОПНИЦЬКЕ ЄВАНГЕЛІЄ».

## Автори
- Художники: Таран Володимир, Харук Олександр, Харук Сергій.
- Скульптори: Дем'яненко Володимир, Атаманчук Володимир.

## Вартість монети
Ціна монети — 1252 гривні, була вказана на сайті Національного банку України у 2015 році.
Фактична приблизна вартість монети, з роками змінювалася так:
| Рік        | 2011  | 2012  | 2013  | 2014  | 2015  | 2016  | 2017  | 2018  | 2019  | 2020  | 2021  | 2022  | 2023  | 2024   | 2025   |
| ---------- | ----- | ----- | ----- | ----- | ----- | ----- | ----- | ----- | ----- | ----- | ----- | ----- | ----- | ------ | ------ |
| Ціна, грн. | 1 200 | 1 350 | 1 350 | 1 400 | 3 000 | 3 400 | 3 000 | 3 250 | 3 200 | 3 100 | 4 800 | 5 700 | 7 800 | 13 000 | 15 200 |